# Lijst van beelden in Noardeast-Fryslân
Dit is een (onvolledige) chronologische lijst van beelden in Noardeast-Fryslân. Onder een beeld wordt hier verstaan elk driedimensionaal kunstwerk in de openbare ruimte van de Nederlandse gemeente Noardeast-Fryslân, waarbij beeld wordt gebruikt als verzamelbegrip voor sculpturen, standbeelden, installaties, gedenktekens en overige beeldhouwwerken.
Voor een volledig overzicht van de beschikbare afbeeldingen zie: Beelden in Noardeast-Fryslân op Wikimedia Commons.
| Geplaatst | Omschrijving                                                                                | Kunstenaar                         | Straat                                                            | Plaats                 | Materiaal                                 | Afbeelding                                                               |
| --------- | ------------------------------------------------------------------------------------------- | ---------------------------------- | ----------------------------------------------------------------- | ---------------------- | ----------------------------------------- | ------------------------------------------------------------------------ |
| 1610      | Vrouwe Justitia                                                                             | Jacobus Laurentius                 | De Zijl, stadhuis                                                 | Dokkum                 | natuursteen                               |                                                                          |
| 1729      | Gedenkteken bij de Dokkumer Nieuwe Zijlen                                                   | Onbekend                           | Sylsterwei                                                        | Dokkumer Nieuwe Zijlen | natuursteen                               |                                                                          |
| 1884      | Bonifatiuspomp en 18e-eeuwse tuinvaas                                                       |                                    | Bronlaan - Stroobosserweg, Bonifatiuskapel                        | Dokkum                 | gietijzer                                 |                                                                          |
| 1928      | Wilhelmina 1898 - 1923, monument ter ere van het 25-jarig regeringsjubileum                 | onbekend                           | Adje Lambertszlaan                                                | Kollum                 | baksteen                                  |                                                                          |
| 1949      | Kruiswegstatie                                                                              | Jac Maris                          | Processiepark bij de Bonifatiuskapel, Bronlaan 1                  | Dokkum                 | Terracotta en baksteen                    |                                                                          |
| 1949      | Oorlogsmonument Dokkum                                                                      | Nel Bakema                         | Noorderbolwerk                                                    | Dokkum                 | brons                                     |                                                                          |
| 1949      | Oorlogsmonument                                                                             | D. Reitsma en Roelof IJbema        | Raadhuisstraat                                                    | Ternaard               | steen                                     |                                                                          |
| 1950      | Aldfaers erf, wy weitsje oer dij, oorlogsmonument                                           | Nico Onkenhout                     | Willem Loréweg                                                    | Kollum                 | kalksteen                                 |                                                                          |
| 1952      | Sint Maarten                                                                                | Anno Smith                         | Van Limburg Stirumweg 1                                           | Kollum                 | keramiek                                  | Sint-Maarten                                                             |
| 1953      | Oorlogsmonument                                                                             | Steenhouwerij Arends               | Burmaniastrjitte                                                  | Anjum                  | hardsteen                                 |                                                                          |
| 1954      | Brandweermannen                                                                             | Anno Smith                         | Tochmalaan 3                                                      | Kollum                 | keramiek                                  | Brandweermannen                                                          |
| 1956      | As it nedich is                                                                             | Jan van Luijn                      | Vrijhof                                                           | Ferwert                | kalksteen                                 |                                                                          |
| 1956      | Monument voor Dirck Raphaelsz. Camphuysen                                                   | Jentsje Popma                      | Stationsstraat / D.R. Camphuysenstraat                            | Dokkum                 | draadstaal                                |                                                                          |
| 1958      | Vissersmonument Moddergat                                                                   | Roelof IJbema                      | De Oere                                                           | Moddergat              | basalt                                    |                                                                          |
| 1962      | Bonifatius                                                                                  | Gerrit Bolhuis                     | Bronlaan, Bonifatiuskapel                                         | Dokkum                 | Franse kalksteen                          |                                                                          |
| 1965      | Verzetsmonument                                                                             | Peter Gelencser                    | Woudweg                                                           | Dokkum                 | natuursteen                               |                                                                          |
| 1965      | Spelend Meisje                                                                              | Suze Boschma-Berkhout              | Hoedemakersweg                                                    | Dokkum                 | brons                                     |                                                                          |
| 1965      | Danseresje                                                                                  | Hein Vree                          | ROC Friese Poort, Birdaarderstraatweg 125                         | Dokkum                 | brons                                     |                                                                          |
| 1965      | Een wereld gaat open                                                                        | Maria van Everdingen               | Hegebeintumerweg                                                  | Ferwert                | kalksteen                                 | Maria van Everdingen, 1968                                               |
| 1966      | Het boerenleven                                                                             | Cobi Doevendans                    | Verzorgingstehuis De Skûle, Stasjonswei 2                         | Metslawier             | keramiek                                  | Het boerenleven                                                          |
| 1968      | Vissersmonument Wierum                                                                      | G.J. de Weert                      | Zeedijk                                                           | Wierum                 | steen en metaal                           |                                                                          |
| 1968      | Bloei                                                                                       | Jan van Dijk                       | Stadswerf                                                         | Dokkum                 | brons                                     |                                                                          |
| 1968      | De Val                                                                                      | Jan van Dijk                       | Stationsweg                                                       | Dokkum                 | brons                                     |                                                                          |
| 1968      | Groei                                                                                       | Jan van Dijk                       | Op de Keppels                                                     | Dokkum                 | brons                                     |                                                                          |
| 1968      | Oorlogsmonument                                                                             | Chris Fokma                        | Tsjerkepaad                                                       | Metslawier             | gesmeed koper op een ondergrond van keien |                                                                          |
| 1970      | Anders Minnes Wijbenga                                                                      | Maria van Everdingen               | Tsjerkepaed                                                       | Niawier                | steen                                     |                                                                          |
| 1974      | zonder titel                                                                                | Hein Kocken                        | Grote Streek                                                      | Hallum                 | messing                                   | Hein Kocken                                                              |
| 1976      | Ganzentrek                                                                                  | Hein Kocken                        | Leeuwarderdijk/Reindersweg                                        | Ferwert                | messing                                   | Hein Kocken,1976                                                         |
| 1977      | Groeiplastiek                                                                               | Jaap van der Meij                  | De Kobbe, Wijk Fûgellân                                           | Dokkum                 | gietbeton                                 | Jaap van der Meij, 1977                                                  |
| 1977      | Speelplastiek                                                                               | Joggem de Graaf                    | CBS Bernewird, Raarderweg 8                                       | Bornwird               | keramiek en beton                         | Joggem de Graaf,1977                                                     |
| 1977      | (na ca. 30 jaar verwijderd)                                                                 | Frits Stauthamer                   | Gerrit Bleekerstraat                                              | Kollum                 | cortenstaal                               |                                                                          |
| 1978      | Freark fan Hallum                                                                           | Frans Ram                          | Gedempte Haven                                                    | Hallum                 | brons                                     | Frans Ram, 1978                                                          |
| 1979      | Stemvork                                                                                    | Frans Ram                          | Gedempte Hantumervaart                                            | Dokkum                 | marmer en metaal op een sokkel van beton  | Kunstenaar: Frans Ram                                                    |
| 1979      | Drie figuren                                                                                | Jaap van der Meij                  | Murmerwoudsterweg                                                 | Dokkum                 | gietbeton                                 |                                                                          |
| 1982      | Menhir                                                                                      | Anne Woudwijk                      | Hantumerweg (bij J.J. Boumanschool)                               | Dokkum                 | hardsteen                                 |                                                                          |
| 1982      | zonder titel                                                                                | Frans Ram                          | Hegebeintumerdyk (bij gemeentehuis)                               | Ferwert                | hardsteen                                 |                                                                          |
| 1982      | Zonder titel                                                                                | Frans Ram                          | Achter het gemeentehuis, Hegebeintumerdyk 2                       | Ferwert                | hardsteen                                 | Frans Ram                                                                |
| 1983      | Zonder titel                                                                                | Frans Ram                          | Sporthal De Heechfinne, Hegebeintumerdyk 16a                      | Ferwert                | marmer                                    | Frans Ram                                                                |
| 1986      | De kringloop van het leven                                                                  | Frans Ram                          | Foswerterstrjitte                                                 | Ferwert                | marmer                                    |                                                                          |
| 1987      | Maatschappelijke ladder, trapachtige vormen in beton op de muur van het transformatorhuisje | Heine Noordstra                    | Putstraat                                                         | Kollum                 | beton                                     |                                                                          |
| 1987      | Griet Koenes                                                                                | Heine Noordstra                    | Zijlstraat / Methardusstraat                                      | Munnekezijl            | brons                                     |                                                                          |
| 1989      | De Hynstestrûpers                                                                           | Gosse Dam                          | Foarwei                                                           | Kollumerzwaag          | brons                                     |                                                                          |
| 1993      | Bonifatius Bron                                                                             | Frans Ram                          | Bronlaan 1, Bonifatiuskapel                                       | Dokkum                 | marmer, hardsteen                         |                                                                          |
| 1993      | Walvis                                                                                      | Anne Woudwijk                      | Talud, Veerboot Terminal, Grândyk                                 | Holwerd                | Belgisch hardsteen                        | Anne Woudwijk, 1993                                                      |
| 1993      | It tempeltsje op'e dyk                                                                      | Ids Willemsma                      | Aan de zeedijk                                                    | Marrum                 | staal                                     |                                                                          |
| 1993      | Blijer Bellefleur                                                                           | Frans Ram                          | Hoofdstraat                                                       | Blija                  | marmer                                    |                                                                          |
| 1994      | Monument voor François Haverschmidt                                                         | Hillie van der Gang                | François Haverschmidtweg                                          | Foudgum                | koper                                     |                                                                          |
| 1995      | De Wardiaan                                                                                 | Hans Jouta                         | Hoofdstraat                                                       | Ferwert                | brons                                     |                                                                          |
| 1996      | Ids Wiersma                                                                                 | Gosse Dam                          | Ids Wiersmastraat                                                 | Brantgum               | brons                                     |                                                                          |
| 1996      | Kikkert mei Helder sicht op helikopter-perspektyf                                           | Ids Willemsma                      | Kerkstraat                                                        | Ternaard               | staal                                     |                                                                          |
| 1997      | Nienke van Hichtum                                                                          | Hans Jouta                         | Hoofdstraat / De Kamp                                             | Nes                    | brons                                     |                                                                          |
| 1998      | De Schelp                                                                                   | Gerrit Terpstra                    | De Zijl                                                           | Dokkum                 | cortenstaal                               |                                                                          |
| 1998      | Mast                                                                                        | Gerrit Terpstra                    | Groot Diep                                                        | Dokkum                 | staal en roestvrij staal                  | Gerrit Terpstra, 1998                                                    |
| 1998      | Zonder titel                                                                                | Groenewoud/Buij                    | Bargemerke                                                        | Dokkum                 | brons, hardsteen en baksteen              | Groenwoud & Buij                                                         |
| 1998      | Fons et Origo                                                                               | Groenewoud/Buij                    | Grote Kerk, Kerkstraat                                            | Dokkum                 | brons                                     | Groenewoud & Buij,1998                                                   |
| 1998      | Pilaren                                                                                     | Hilda Kanselaar & Rijna Makkinga   | Grote Breedstraat                                                 | Dokkum                 | beton, tegels, bladgoud                   | Makkinga & Kanselaar, 1998                                               |
| 1998      | De Tol                                                                                      | Hilda Kanselaar & Rijna Makkinga   | Waagstraat                                                        | Dokkum                 | granito                                   | Makkinga & Kanselaar, 1998                                               |
| 1999      | Leugenbank                                                                                  | Gunnar Daan                        | De Buorren                                                        | Oosternijkerk          | cortènstaal en hout                       | Ontwerper: Gunnar Daan                                                   |
| 1999      | Indiëmonument                                                                               |                                    | Marrumerweg                                                       | Ferwert                | graniet                                   |                                                                          |
| 2000      | Monument van de tijd                                                                        | Hans Jouta                         | Hegebeintumerdyk                                                  | Ferwert                | brons, roestvrij staal, keien en keramiek |                                                                          |
| 2000      | Waling Dijkstra                                                                             | Chris Fokma                        | Hemmingawei                                                       | Holwerd                | brons                                     |                                                                          |
| 2000      | Noorderzon                                                                                  | Henk Rusman                        | Kwelderweg                                                        | Kollum / Kollumerpomp  | staal                                     |                                                                          |
| 2001      | Lofthikke                                                                                   | Ids Willemsma                      | Ropsterwei                                                        | Oosternijkerk          | hout, metaal                              |                                                                          |
| 2002      | Monument voor Balthasar Bekker                                                              | Hans Jouta                         | Balthasar Bekkerstrjitte                                          | Metslawier             | brons                                     |                                                                          |
| 2003      | Zonder titel                                                                                | Ids Willemsma                      | ’t Omnium, Dockinga College, Parklaan 3                           | Dokkum                 | cortenstaal                               |                                                                          |
| 2004      | De waterput                                                                                 | Kees de Kloet                      | De Buorren bij de N.H.Kerk                                        | Engwierum              | hardsteen en glas                         | De waterput                                                              |
| 2004      | Zonder titel                                                                                | Ben Zegers                         | ROC Friese Poort, Birdaarderstraatweg 125                         | Dokkum                 | keramiek                                  |                                                                          |
| 2004      | Titus Brandsma                                                                              | Natasja Bennink                    | In het park bij de Bonifatiuskapel en Bonifatiusbron, Bronlaan 1, | Dokkum                 | brons                                     | Natasja Bennink,2004                                                     |
| 2004      | Scheepjes                                                                                   | Marjan Beuker                      | Van Limburg Stirumweg, in hal gemeentehuis                        | Kollum                 |                                           |                                                                          |
| 2005      | Om mekaar in Dokkum                                                                         | Guido van Driel                    | Gemeentehuis Noardeast-Fryslân,Koningstraat 13                    | Dokkum                 | keramiek                                  | Om mekaar in dokkum                                                      |
| 2005      | Twee zitbanken                                                                              | Henk Rusman                        | Eastein / De Buorren                                              | Paesens                | hout en r.v.s.                            | Kunstenaar: Henk Rusman                                                  |
| 2005      | Wa giet mei nei Hantumhuzen                                                                 | Steenhouwerij Buitenpost           | Louwbuorren                                                       | Hantumhuizen           | marmer                                    | Steenhouwerij Buitenpost,2005                                            |
| 2005      | Bushokje,leugenbank                                                                         | Hans Jouta                         | Hoofdstraat                                                       | Ferwert                | roestvrij staal, hout                     | Bushokje en leugenbank                                                   |
| 2006      | Sint-Nicolaas                                                                               | Hans Jouta                         | Voorstraat                                                        | Blija                  | brons                                     | Hans Jouta,2006                                                          |
| 2006      | Pierendolster / Wjirmdolster                                                                | Hans Jouta                         | Kerkplein                                                         | Wierum                 | brons                                     |                                                                          |
| 2006      | Recreatieve overkapping                                                                     | Ids Willemsma                      | Aan de zeedijk                                                    | Moddergat              | staal                                     |                                                                          |
| 2006      | Recreatieve overkapping                                                                     | Ids Willemsma                      | Voorstrjitte                                                      | Nes                    | staal                                     |                                                                          |
| 2006      | Bushokje                                                                                    | Hans Jouta                         | Aan de dijk                                                       | Wierum                 | hout, metaal                              | Bushokje (Wierum)                                                        |
| 2007      | Aukje                                                                                       | Evert van Hemert                   | Aan het fietspad langs de Ee                                      | Raard                  | brons op een sokkel van cortenstaal       |                                                                          |
| 2007      | Vitae                                                                                       | Groenewoud/Buij                    | Markt                                                             | Dokkum                 | beton, witte kiezelstenen                 |                                                                          |
| 2007      | Markering Bonifatiusroute                                                                   | René Knip                          | Op verschillende plaatsen in de stad                              | Dokkum                 | cortènstaal                               | René Knip, 2007                                                          |
| 2008      | Gemme van Burmania                                                                          | Hans Jouta                         | Marrumerweg                                                       | Ferwert                | brons                                     |                                                                          |
| 2008      | De Vissersvrouw / De Fiskersfrou                                                            | Hans Jouta                         | De Oere                                                           | Moddergat              | brons                                     |                                                                          |
| 2011      | Huiskamer                                                                                   | Martijn Westphal                   | Jaachpaad                                                         | Ee                     | o.a.beton en metaal                       |                                                                          |
| 2011      | De Wânswerder Acht                                                                          | Sibe Jan Kramer                    | Wodan's Wierde                                                    | Wanswerd               | Hardsteen en baksteen                     | De Wânswerder acht                                                       |
| 2011      | 't Houten Hemeltje                                                                          | Sylvia Dijkstra                    | Molenlaan                                                         | Ferwert                | wilgentenen                               | 't Houten Hemeltje                                                       |
| 2011      | De paarden van Marrum                                                                       | Machiel Braaksma                   | Zeedijk (achter de Tempel)                                        | Marrum                 | r.v.s.                                    | De paarden van Marrum                                                    |
| 2011      | Boomkrukken                                                                                 | René Knip                          | De Brink                                                          | Veenklooster           | Belgisch hardsteen, cortenstaal           | René Knip, 2011                                                          |
| 2011      | Riisdaam                                                                                    | Deborah Tienstra en Kristien Pilat | Rintjehoek, Westernieuwkruisland                                  | Kollumerpomp           | hout                                      |                                                                          |
| 2012      | Reef Bench                                                                                  | Tejo Remy en René Veenhuizen       | 't Skoar en Fiskbourren                                           | Ternaard               | hout                                      |                                                                          |
| 2012      | Wimpel                                                                                      | Hein Mader                         | Foiingaweg                                                        | Kollumerpomp           | cortenstaal                               |                                                                          |
| 2013      | History Waves                                                                               | Frank van Dijk                     | Op de hoek Oostersingel / De Dam                                  | Dokkum                 | gepolijst r.v.s.                          | Frank van Dijk, 2013                                                     |
| 2013      | Schapen                                                                                     | Hans Jouta                         | Jislumerdyk                                                       | Burdaard               | cortenstaal                               | Schapen                                                                  |
| 2014      | Voetval voor Foekje                                                                         | Frans Smeets                       | Satellietpad                                                      | Burum                  | baksteen,keramiek,glas                    |                                                                          |
| 2018      | Anno 1613                                                                                   | Frank van Dijk                     | Halvemaanspoortbrug                                               | Dokkum                 | r.v.s. en hout                            | Frank van Dijk, 2018                                                     |
| 2019      | Windvaan                                                                                    | Ineke van der Blom                 | Luniastate                                                        | Hallum                 | staal                                     | Windvaan (Markering van een bijzonder kerkdorp)                          |
| 2019      | Boot                                                                                        | Ineke van der Blom                 | hoek Offingaweg/ Doniaweg                                         | Hallum                 | hout,metaal                               | Boot (Ontmoeting tussen hier en daar, tussen land en overzee)            |
| 2019      | Kosmos                                                                                      | Ineke van der Blom                 | Hoek Goslinghastraat / Mounebuorren                               | Hallum                 | beton,glas                                | Kosmos (reflectie in verzameling)                                        |
| 2019      | Poort                                                                                       | Ineke van der Blom                 | De Singel                                                         | Hallum                 | beton                                     | Poort (vrije doorgang naar een andere wereld)                            |
| 2019      | IJsfontein                                                                                  | Birthe Leemeijer                   | Markt                                                             | Dokkum                 | koper, koelleidingen, zonnepanelen        | IJsfontein                                                               |
| 2019      | Maarten van der Weijden op handen gedragen                                                  | Hans Jouta                         | Haven                                                             | Burdaard               | brons, r.v.s. en cortenstaal              | Hans Jouta, 2019                                                         |
| 2019      | Wachten op hoog water                                                                       | Jan Ketelaar                       | Waddendijk                                                        | Holwerd                | cortenstaal                               | Een dikke en een dunne dame staan op de zeedijk te wachten op hoog water |
| 2020      | Foekje Dillema                                                                              | Marcus Wedman                      | Meckama State                                                     | Kollum                 | Muurschildering                           |                                                                          |
| 2020      | 100-meterbaan Foekje Dillema                                                                | Marcus Wedman                      | Bij Meckama State                                                 | Kollum                 | Straatschildering                         |                                                                          |
|           | Vrouwenfiguur                                                                               | Hans Jouta                         | Hegebeintumerdyk                                                  | Ferwert                | brons                                     |                                                                          |
|           | Leeuwen                                                                                     | Gerhardus Jan Adema                | Kleasterwei                                                       | Veenklooster           | steen                                     | Gerardus Jan Adema                                                       |
|           | Vrouwe Justitia                                                                             |                                    | Voormalig "Rechthuus", Voorstraat                                 | Kollum                 |                                           |                                                                          |

Achtkarspelen ·
Ameland ·
Dantumadeel ·
De Friese Meren ·
Harlingen ·
Heerenveen ·
Leeuwarden ·
Noardeast-Fryslân ·
Ooststellingwerf ·
Opsterland ·
Schiermonnikoog ·
Súdwest-Fryslân ·
Smallingerland ·
Terschelling ·
Tietjerksteradeel ·
Vlieland ·
Waadhoeke ·
Weststellingwerf